# Алтыбармакян, Андрей Русланович
Андрей Русланович Алтыбармакян (род. 4 августа 1998, Санкт-Петербург) — российский хоккеист, нападающий.

## Биография
Прапрадед Алтыбармакяна выжил после геноцида армян, но лишился четырёх пальцев и получил турецкое прозвище «Алты Бармак» — «шестипалый». В 1935 году переехал в Абхазию, где взял фамилию Алтыбармакян; его сын Андроник позже переехал в Ленинград.
Андрей Алтыбармакян вместе с братом Ильёй (2000 г. р.) начал заниматься хоккеем в команде «Спартак» на стадионе в Удельном парке. После, из-за нехватки игрового времени из ДЮСШ СКА перешёл в школу «Серебряные Львы», которые в 2014 году вошли в систему СКА. Игрок команд МХЛ «СКА-Серебряные Львы», «СКА-1946» и ВХЛ «СКА-Нева». Участник матча звёзд КХЛ 2017 как один из четырёх лучших игроков Кубка вызова МХЛ, в финальной игре забросил победную шайбу. На драфте НХЛ 2017 был выбран 70-м в 3 раунде «Чикаго Блэкхокс».
2 сентября 2017 года в гостевом матче против «Торпедо» (4:3, б.) дебютировал в КХЛ; провёл в чемпионате 14 матчей, очков не набрал. 15 октября 2018 годы был обменян в ХК «Сочи» на Ивана Ларичева. Сезоны 2020/21 — 2021/22 провёл в фарм-клубе «Чикаго» «Рокфорд Айсхогс» из AHL. Перед сезоном 2022/23 вернулся в «Сочи». 23 декабря 2022 был обменян в СКА на денежную компенсацию. 6 июля был обменян на денежную компенсацию в тольяттинскую «Ладу», вернувшуюся в КХЛ.
Участник молодёжного чемпионата мира 2018.